# ستيوارت فليتشير
ستيوارت فليتشير (8 يونيو 1964 - ) (بالإنجليزية: Stuart Fletcher)‏ هو لاعب كريكت بريطاني.